# Warhawk (jogo eletrônico de 1995)
Warhawk é um jogo de combate entre naves futurista estilo arcade para o Sony PlayStation é desenvolvido pela SingleTrac e lançado pela Sony Computer Entertainment. Foi lançado originalmente em 10 de novembro de 1995 e posteriormente, re-lançado como parte da Sony's Greatest Hits lineup. Um remake multiplayer do mesmo nome, foi desenvolvido pela Incognito Entertainment, foi lançado em Disco Blu-ray e com distribuição digital para o PlayStation 3 em 28 de Agosto de 2007. Este jogo também está disponível para download a partir da PlayStation Store para Playstation 3.

## Jogabilidade
Warhawk é um jogo de simulação entre veículos construída em torno de embarcações futurista. O jogador faz manobras a 360 graus de voo tendo controle exclusivo através de seis níveis. As Armas incluem lança chamas, foguetes, multi-fogo swarmers, e canhões de plasmas. O jogo não tem capacidades multiplayer e não tem recurso ao Dual Shock ou o analógico.
Não há nenhuma carregamento funcionalidades para salvar o jogo. Em vez disso, uma senha é apresentado cada vez que um nível é concluído. O jogo termina após os seis níveis estarem concluídos, ou quando a embarcação do jogador , já não pode voar.  Isto ocorre quando a embarcação leva danos  pesados. A embarcação é teleportado a base, reparada, e enviados de volta ao palco de combate se ocorrer danos na embarcação mais duas vezes, no terceiro tempo, o jogo termina.
Os inimigos do jogo variam de tanques a aviões com armas implantadas e fixadas e robôs futuristas. Em certas áreas do jogo, os inimigos fazem desafios para o jogador assim atrapalhando o objetivo de completar a missão.

## Enredo
O enredo do jogo ocorre em torno de um megalomaníaco chamado Kreel que se tornou uma ameaça mundial e está ameaçando várias nações com os seus exércitos aparentemente imparável. Jogadores assumirão o papel de dois pilotos com o nome "Hatch" e "Walker", que fazem parte de uma força internacional dedicada à luta contra o Kreel e seus exércitos.
Conforme a campanha avança, a fonte de poder do Kreel é revelada a ser o mercúrio Vermelho, que presta os seus esforços com a sua invulnerabilidade. Com o avanço no jogo Kreel vai perdendo cada vez mais a sua sanidade.